# Сегізбай
Сегізба́й (каз. Сегізбай) — село у складі Урджарського району Абайської області Казахстану. Адміністративний центр Салкинбельського сільського округу.
Населення — 466 осіб (2021; 1295 у 2009, 1627 у 1999, 2126 у 1989).
Національний склад станом на 1989 рік:
- казахи — 100 %